# Bramberg am Wildkogel
Bramberg ist eine österreichische Gemeinde und ein Dorf im Bezirk Zell am See (Pinzgau), Salzburger Land mit 4062 Einwohnern (Stand 1. Jänner 2024). Sie liegt in der Region Oberpinzgau, etwa 10,5 Kilometer von deren Hauptort Mittersill sowie 38 Kilometer von der Bezirkshauptstadt Zell am See entfernt, und gehört zu den Gemeinden des Nationalparks Hohe Tauern.

## Geografie
Das Ortszentrum von Bramberg liegt auf einer Seehöhe von 819 Metern am Südfuß des 2224 m hohen Wildkogels, am linken – nördlichen, sonnseitigen – Ufer der Salzach. Die wichtigsten Zuflüsse der Salzach sind vom Norden her, aus den Kitzbüheler Alpen kommend, der Mühlbach, von Süden her, in den Hohen Tauern entspringend, der Schönbach, der Habach, der Steinbach und der Wennsbach.

### Gemeindegliederung
Das Gemeindegebiet umfasste bis 2020 14 Ortschaften: Bicheln, Bramberg am Wildkogel samt Bramberg und Weichseldorf, Dorf samt Dorf-Paßthurn und Kronau, Habach samt Einöden, Habachtal und Steinach, Hohenbramberg, Leiten samt Erlach, Mühlbach, Mühlberg, Schönbach samt Haus, Schweinegg, Sonnberg, Steinach, Wenns und Weyer samt Weyerhof. Ab 2020 besteht die Gemeinde nur noch aus einer Ortschaft.
Die Gemeinde besteht aus vier Katastralgemeinden (Fläche Stand 31. Dezember 2023):
- Bramberg (1.080,97 ha)
- Habach (5.746,24 ha)
- Mühlbach (1.143,64 ha)
- Mühlberg (3.763,36 ha)

Die Gemeinde Bramberg verfügt über ein Standesamt und führt die Staatsbürgerschaftsevidenz für das gesamte Gemeindegebiet.
Bramberg war bis 2002 Teil des Gerichtsbezirks Mittersill und gehört seit 2003 zum Gerichtsbezirk Zell am See. Gemeinsam mit acht anderen Oberpinzgauer Gemeinden bildet Bramberg den Regionalverband Oberpinzgau.
Die Gemeinde ist, gemeinsam mit den anderen Oberpinzgauer Gemeinden zwischen Krimml und Hollersbach, Teil des Reinhalteverbandes Oberpinzgau West, welcher die Infrastruktur betreffend Kanalisation und ordnungsgemäßer Entsorgung der Abwässer aus der Region verantwortet.
Die fünf Wahlsprengel der Gemeinde Bramberg am Wildkogel zählen bei Wahlen zum Österreichischen Nationalrat (Österreich) zum Regionalwahlkreis Lungau/Pinzgau/Pongau (5c), sowie zum Landeswahlkreis Salzburg. Bei den Salzburger Landtagswahlen zum Landtagswahlkreis Zell am See (6).

### Nachbargemeinden
|                             | Kirchberg in Tirol und Jochberg (Bezirk Kitzbühel, Tirol) | Mittersill ∗           |
| Neukirchen am Großvenediger | Kompassrose, die auf Nachbargemeinden zeigt               | Hollersbach im Pinzgau |
|                             | Matrei in Osttirol (Bezirk Lienz, Tirol)                  |                        |

∗ kurze Grenze im Bergland, der Ort Mittersill liegt genau östlich hinter Hollersbach

## Geschichte
Das zur Gemeinde gehörende Leitengut wurde 925 urkundlich erwähnt. Bramberg ist der älteste Pfarrort im oberen Salzachtal und wurde 1160 als Prentenperige erstmals genannt.
Im Altertum war das Gebiet um Bramberg Kupfererzbau-Zentrum. Der Erzabbau wurde 1829 wieder aufgenommen und 1863 endgültig aufgegeben. Versuche, den Bergbau im 20. Jahrhundert wieder aufzunehmen, scheiterten.
Berühmt war auch der Smaragdbergbau im Habachtal, neben Norwegen und Italien der einzige Smaragd-Fundort in Europa.
Als Pfarrer seiner Heimatgemeinde Dorfgastein hat Andreas Rieser das Hitlerregime und seine Akteure früh kritisiert, wurde deshalb in KZs inhaftiert und gefoltert, doch überlebte letztlich und wirkte später als Dorfpfarrer in Bramberg. Seine Geschichte wurde dokumentiert und zu seinem Gedenken und als Mahnung 2013 der Kirchplatz auf „Rieser-Platz“ umbenannt.
Da im Ort bereits Preise um 600 Euro pro Quadratmeter Baugrund bezahlt werden, hat die Gemeindevertretung beschlossen, von Widmungswerbern das Abgeben von 40 % der Fläche an die Gemeinde zu verlangen, um für Einheimische kostengünstig bauen zu können.

### Herkunft des Namens
Laut Lahnsteiner hat sich der Ortsname von „Prentenperige“ (1160) über „Brennenberch“ (1244) und „Praemberch“ (1314) zu Bramberg entwickelt und sei der Tatsache geschuldet, dass die Sonnenseite, der Sonnberg, besonders unter Sonnenbrand zu leiden hat.

## Kultur und Sehenswürdigkeiten

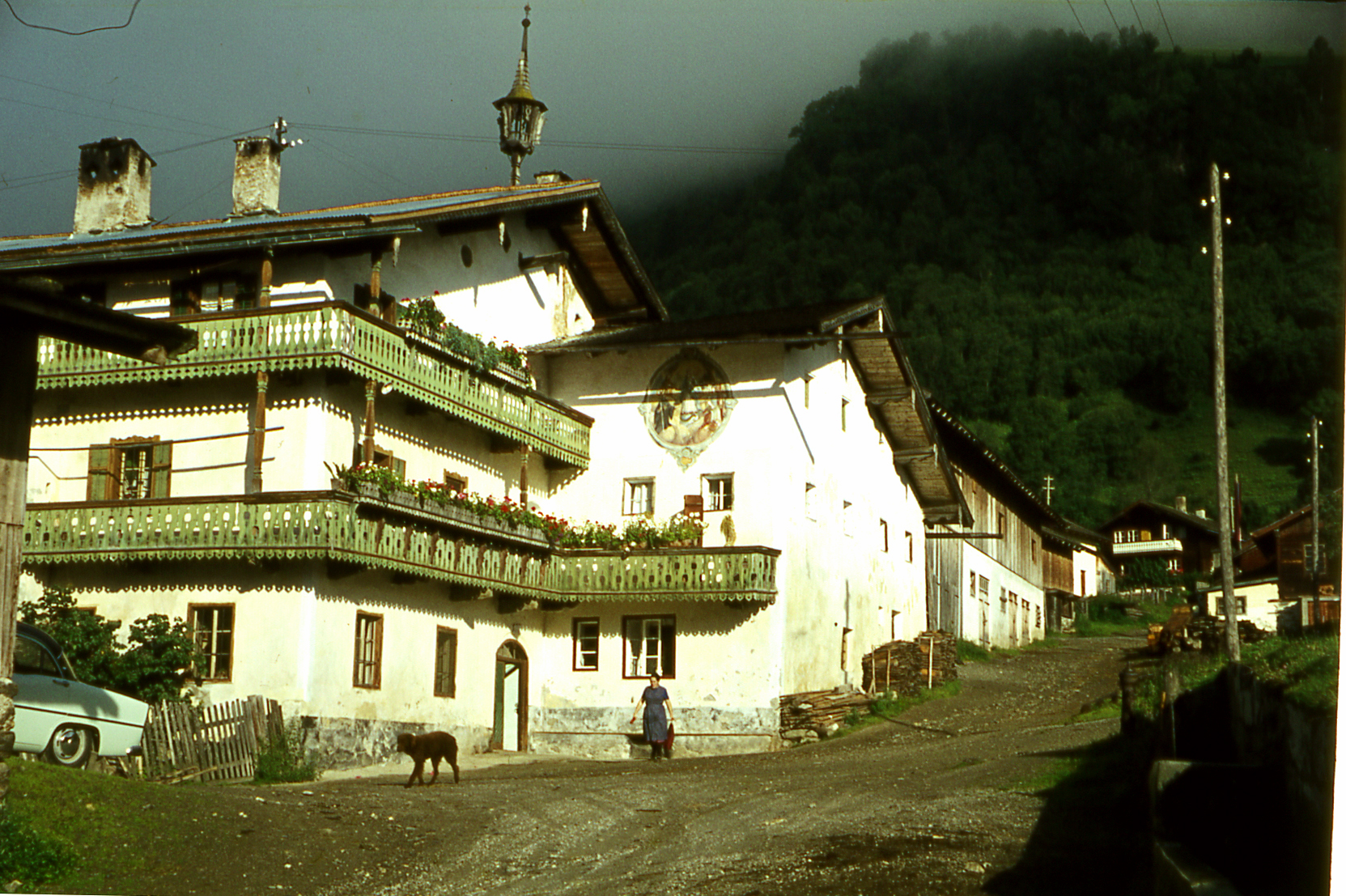
Ortsbild, 1965
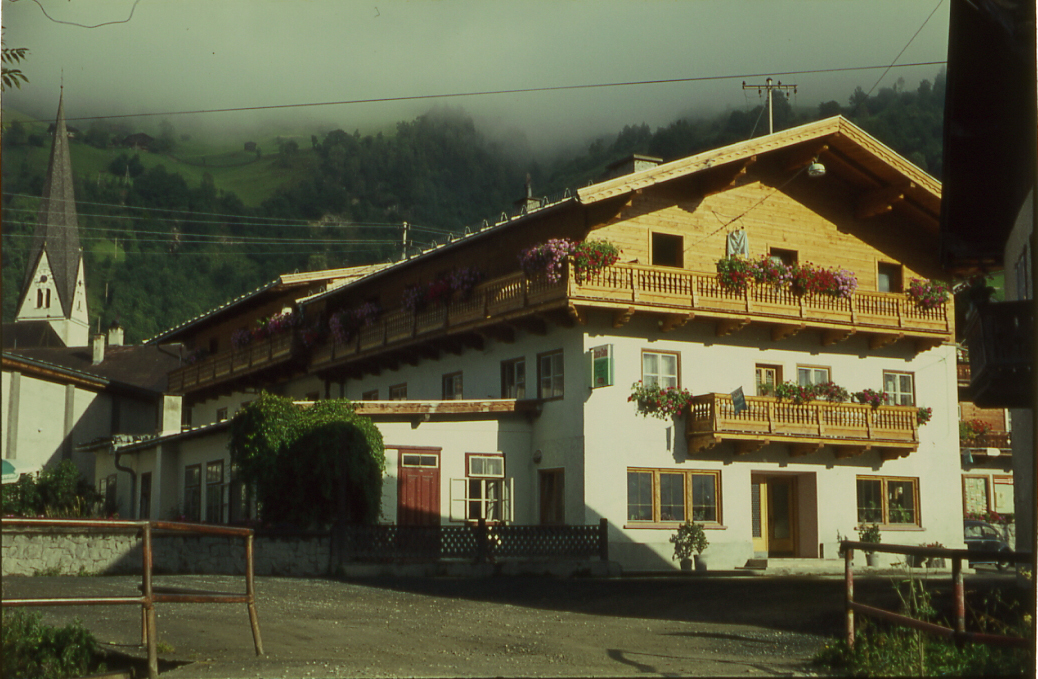
Gasthof Kaserer, 1965

## Politik

### Gemeinderat
| Gemeinderatswahl 2024Wahlbeteiligung: 83,0 % 6050403020100 50,3 % (+3,2 %p)21,0 % (−5,5 %p)19,1 % (−7,3 %p)9,6 % (n. k. %p) ÖVPSPÖBBLFPÖ20192024 |

Die Gemeindevertretung hat insgesamt 21 Mitglieder.
- Nach den Gemeindevertretungs- und Bürgermeisterwahlen 2004 hatte der Gemeinderat folgende Verteilung:
  - 11 SPÖ
  - 9 ÖVP
  - 1 BBL – Bramberger Bürgerliste
- Nach den Gemeindevertretungs- und Bürgermeisterwahlen 2009 hatte der Gemeinderat folgende Verteilung:
  - 10 ÖVP
  - 9 SPÖ
  - 2 BBL
- Nach den Gemeindevertretungs- und Bürgermeisterwahlen 2014 hatte der Gemeinderat folgende Verteilung:
  - 11 ÖVP
  - 7 SPÖ
  - 3 BBL
- Nach den Gemeindevertretungs- und Bürgermeisterwahlen 2019 hatte der Gemeinderat folgende Verteilung:[7]
  - 10 ÖVP
  - 6 SPÖ
  - 5 BBL
- Nach den Gemeindevertretungs- und Bürgermeisterwahlen 2024 hat der Gemeinderat folgende Verteilung:[8]
  - 11 ÖVP
  - 4 SPÖ
  - 4 BBL
  - 2 FPÖ

### Bürgermeister
- 1936–1945 Matthias Blaikner[9]
- 1945–1945 Jakob Scheuerer
- 1945–1954 Ferdinand Nindl (ÖVP)
- 1954–1972 Matthias Blaikner (ÖVP)[10]
- 1972–2003 Karl Nindl (ÖVP)[11]
- 2003–2004 Günter Steiner (ÖVP)[12]
- 2004–2014 Walter Freiberger (SPÖ)[13]
- seit 2014 Hannes Enzinger (ÖVP)[14]

### Wappen
Das Wappen der Gemeinde zeigt laut Wappenbeschreibung:

„In Blau zwei aufragende silberne Zinnen, die linke höher und am Schildrand anstoßend. Aus der rechten Seite der höheren Zinne wachsend ein goldenes Pferd.“

Die silbernen Zinnen sind dem Wappen der Herren von Wenns entnommen, die im Mittelalter im Gemeindegebiet ansässig waren. Das Ross deutet auf Bramberg als ein Zentrum der berühmten Pinzgauer Pferdezucht hin. Es ist eine Darstellung des alten Schlachtrosses Fjuri des Ritters Bart vom Küniglberg. Das Ross war 1376 nach einer mit dem Ritter durchzechten Nacht in das Wildkogelgebiet geritten und durch ein Wunder nach mehreren Tagen vergoldet zurückgekommen und so zu einer der ergiebigsten Goldminen der Hohen Tauern geworden. Ritter Bart hingegen wurde nie wieder gesehen.

### Bauwerke
- Pfarrkirche Bramberg am Wildkogel
- Totenkapelle nordwestlich der Pfarrkirche
- Pfarrhof, 1799 erbaut
- Heimatmuseum, ehemaliges Wilhelmgut
- Ruine zu Weyer
- Gasthof Senningerbräu, ehemaliger Zehenthof mit mittelalterlichem Kern[17]
- Hans-Panzl-Denkmal

### Sport und Freizeit
- TSU Bramberg mt den Sektionen Fußball, Tennis, u. a. mit einer Sportanlage mit Sportmehrzweckgebäude im Ortszentrum
- Schi- und Wandergebiet am Wildkogel
- Seilbahn auf den Wildkogel, Smaragdbahn genannt, seit Dezember 2010
- beleuchtete Rodelbahn, 14 km lang[18]
- beleuchtete Langlauf- und Skatingloipen
- Schwimmbad mit großem Kinderspielplatz
- Flugschule für Paragliding und Drachenflug

## Wirtschaft und Infrastruktur
| Im Jahr 2011 gab es in der Gemeinde rund 1200 Arbeitsplätze. Davon entfielen knapp hundert auf die Landwirtschaft, 500 auf den Produktionssektor und 600 auf Dienstleistungen. Der größte Arbeitgeber im Produktionssektor war die Bauwirtschaft, knapp gefolgt von der Warenherstellung. Ein Drittel der Erwerbstätigen des Dienstleistungssektors arbeitete in sozialen und öffentlichen Diensten, 27 Prozent im Bereich Beherbergung und Gastronomie sowie ein Viertel im Handel. Von den 1900 Erwerbstätigen, die 2011 in Bramberg wohnten, arbeiteten vierzig Prozent in der Gemeinde, sechzig Prozent pendelten aus. Von den umliegenden Gemeinden kamen 400 Menschen zur Arbeit nach Bramberg. | Hier fehlt eine Grafik, die leider im Moment aus technischen Gründen nicht angezeigt werden kann. Wir arbeiten daran! |

### Verkehr

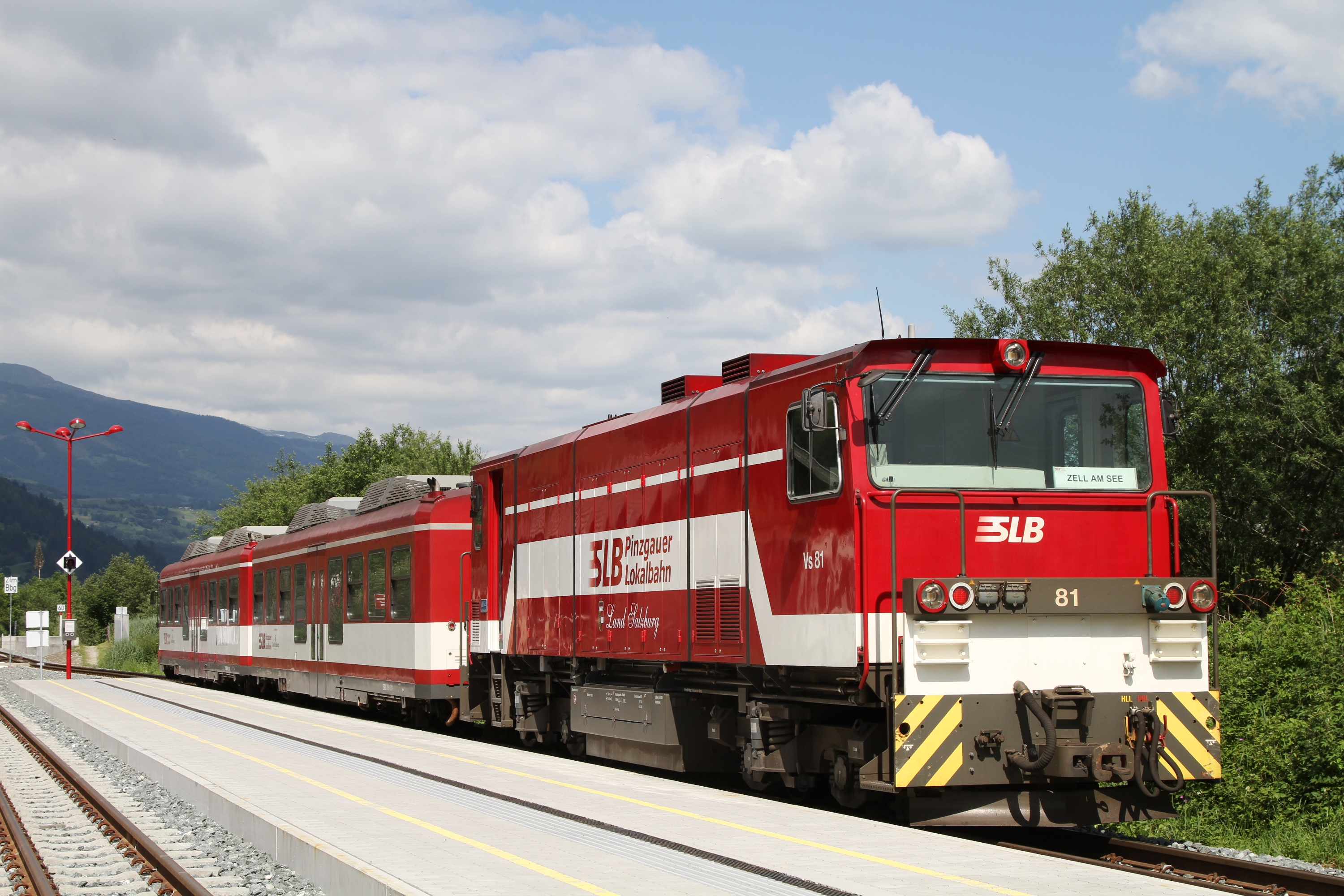
Eine Wendezuggarnitur der Pinzgauer Lokalbahn am Bahnhof Bramberg, 2010

Für den Autoverkehr ist die Ost-West-Verbindung durch die Bundesstraße 165 erschlossen. Im öffentlichen Nahverkehr verkehren im Rahmen des Salzburger Verkehrsverbundes in Ost-West-Richtung sowohl die schmalspurige Pinzgauer Lokalbahn, über die in Zell am See Anschluss an das österreichische Hauptbahnnetz besteht, als auch Postbusse in Richtung Krimml und nach Zell am See.

### Bildung
- Die Gemeinde Bramberg betreibt einen Gemeindekindergarten und verfügt über eine Volks- und eine Hauptschule.
- Tourismusschule (TS) Bramberg der Tourismusschulen Salzburg

## Sonstiges
- Bartgeier: Im Habachtal wurden im Jahr 2011 die zwei Bartgeier Smaragd und Jakob ausgewildert.[21] Seit dem Start des Projektes zur Wiederansiedlung von Bartgeiern in den Alpen, wurden in Österreich mehr als 60 Jungtiere freigelassen.[22]

## Persönlichkeiten
- Andreas Rieser (1908–1966), katholischer Seelsorger und Verfolgter im Nationalsozialismus, sieben Jahre Konzentrationslager überlebt, ab 1948 Pfarrer in Bramberg, Ehrenbürger, 2013 wurde der Kirchplatz nach ihm benannt
- Karl Nindl (1943–2010), österreichischer Politiker der ÖVP
- Rudolf Leo (* 1962), Historiker